# 莫倫巴赫河 (約薩河支流)
50°13′6.98″N 9°29′8.34″E / 50.2186056°N 9.4856500°E

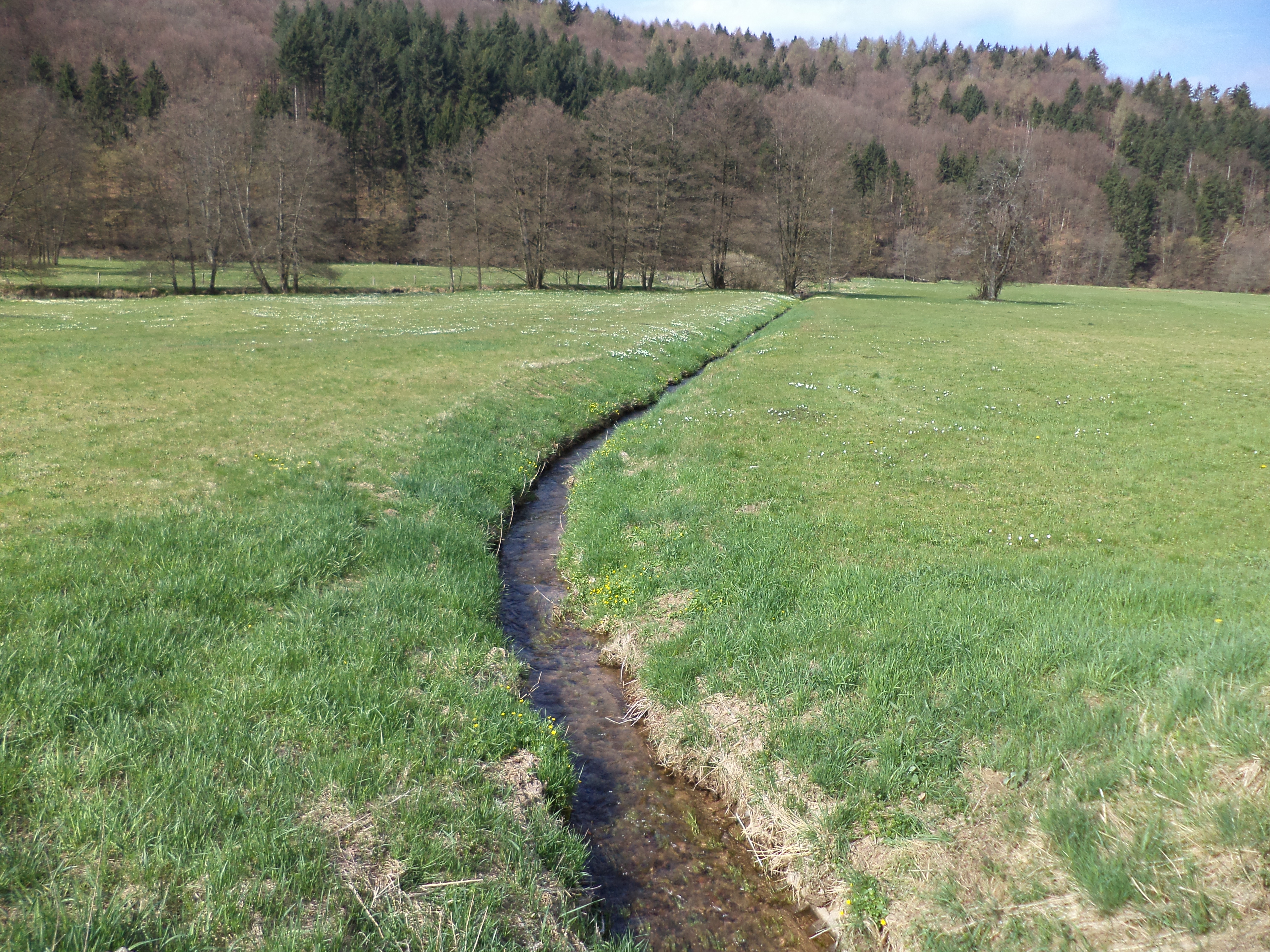

莫倫巴赫河（德語：Mohrenbach），是德國的河流，位於該國東南部，由巴伐利亞負責管轄，屬於約薩河的右支流，河道全長3.7公里，流域面積6.5平方公里。